# Allées d'Étigny (Auch)
Les allées d'Étigny sont des allées situées dans la ville d'Auch, dans l'Occitanie dans le Gers.

## Histoire
La terrasse est inscrite au titre des monuments historiques par arrêté du 30 mai 1947.
Elle occupe l'emplacement d'un ancien cimetière, l'espace a été planté d'arbres en 1613 par le maréchal de Roquelaure et vers 1760, Antoine Mégret d'Étigny bâtit des murs de soutènement du sud ainsi que les gradins de pierre de l'entrée principale. Pierre Vigan, un sculpteur, a été bénéficiaire de l'adjudication pour la statue de l'intendant en 1804, elle fut inaugurée en 1817.

## Description
Les grandes surfaces de murs sont garnies de fontaines de pierre et deux lions de pierre sont situés de chaque côté de la statue. Ils sont les symboles du pouvoir et de la justice.
Plusieurs plaques commémoratives y sont disposées

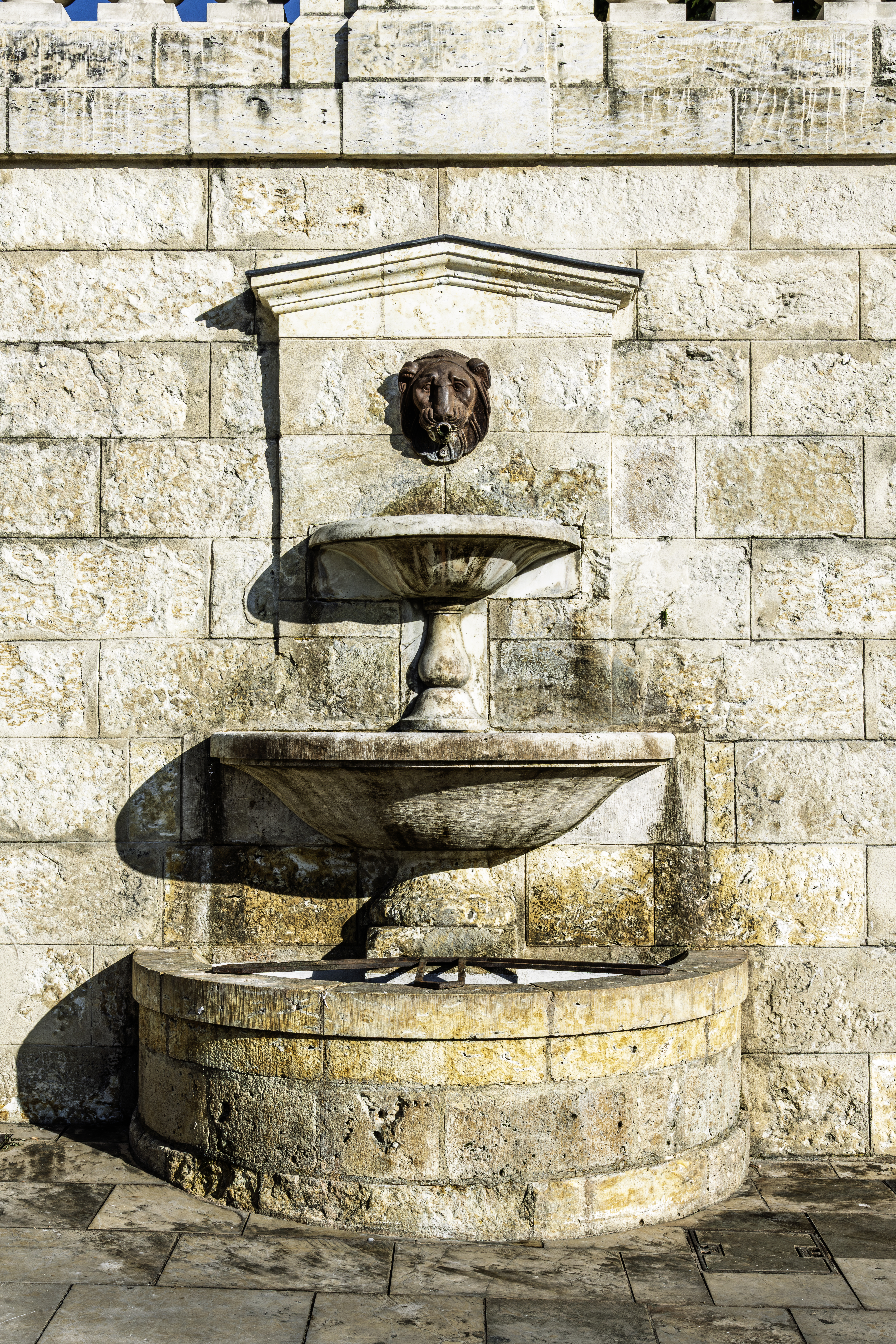
Fontaine 'au lion' vue de la Place de la Libération par Jean-Pierre Vigan
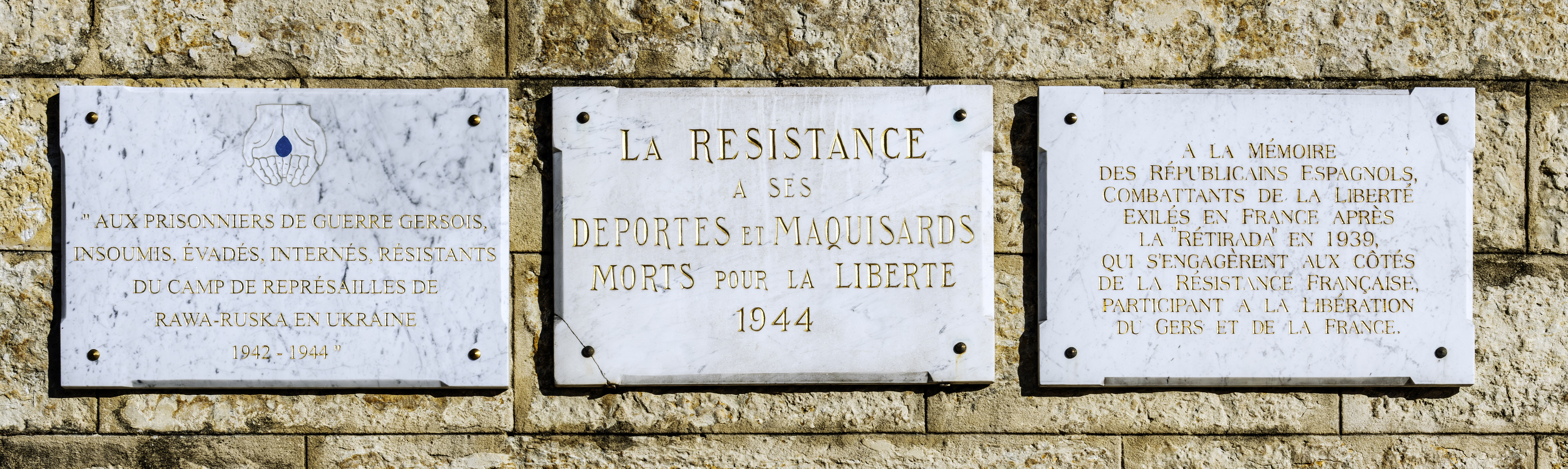
Trois Plaques commémoratives de la deuxième guerre mondiale
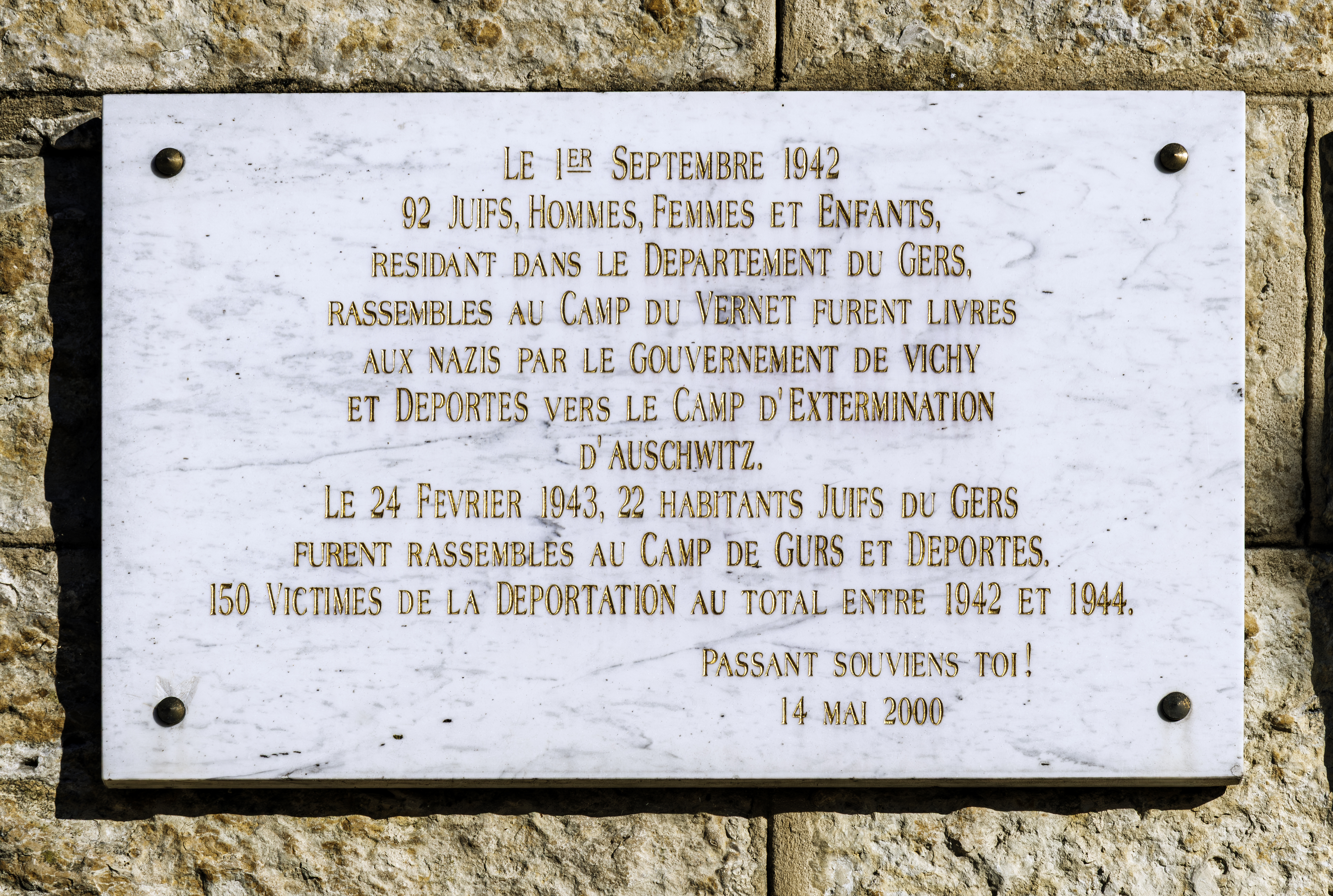
Plaque commémorative du '1er septembre 1942'

Le lion de gauche tenant une balance, symbole de la Justice.
Le lion de droite tenant des faisceaux, symbole du Pouvoir.

## Galerie

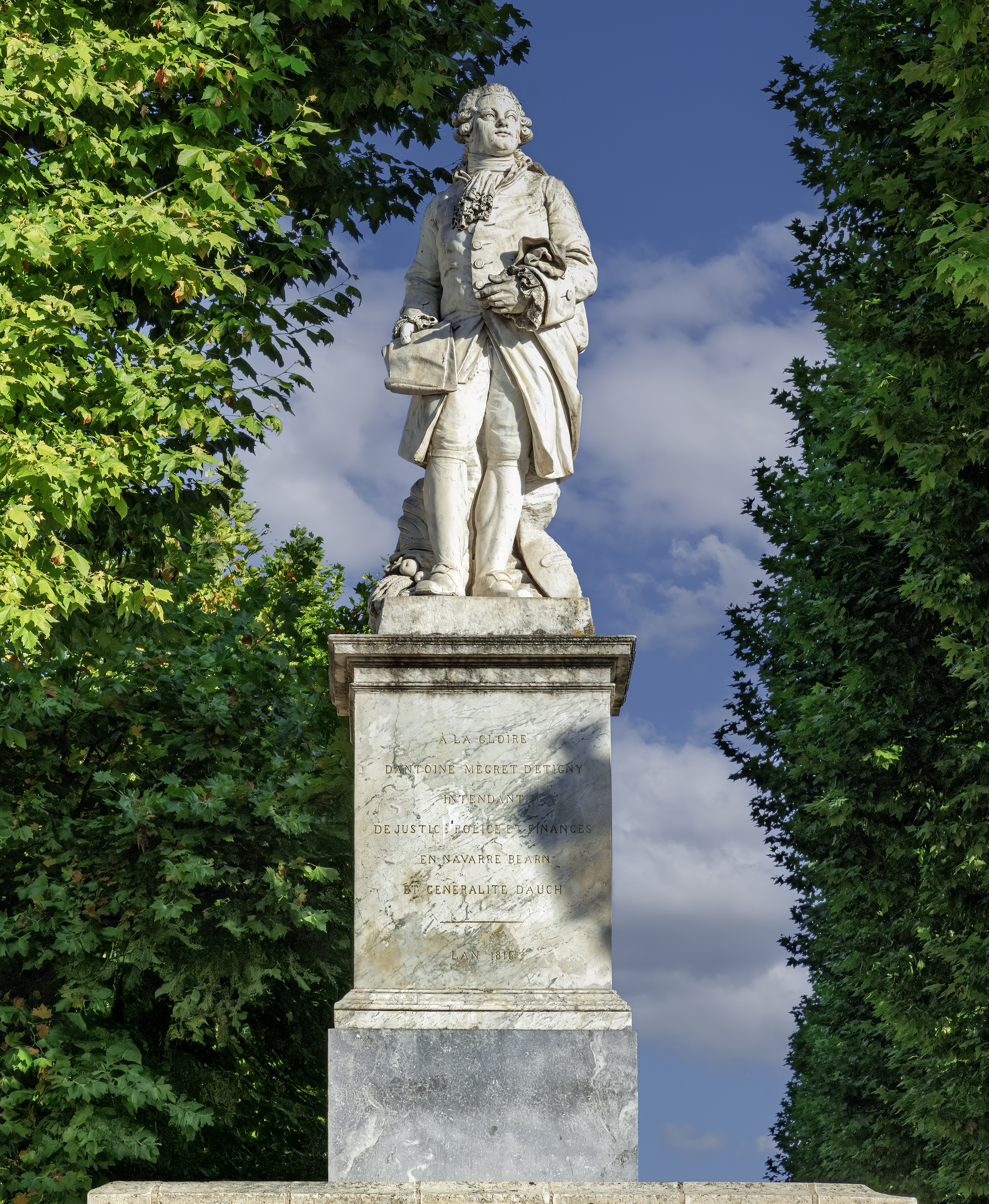
Monument à Antoine Mègret d'Etigny par Jean-Pierre Vigan.
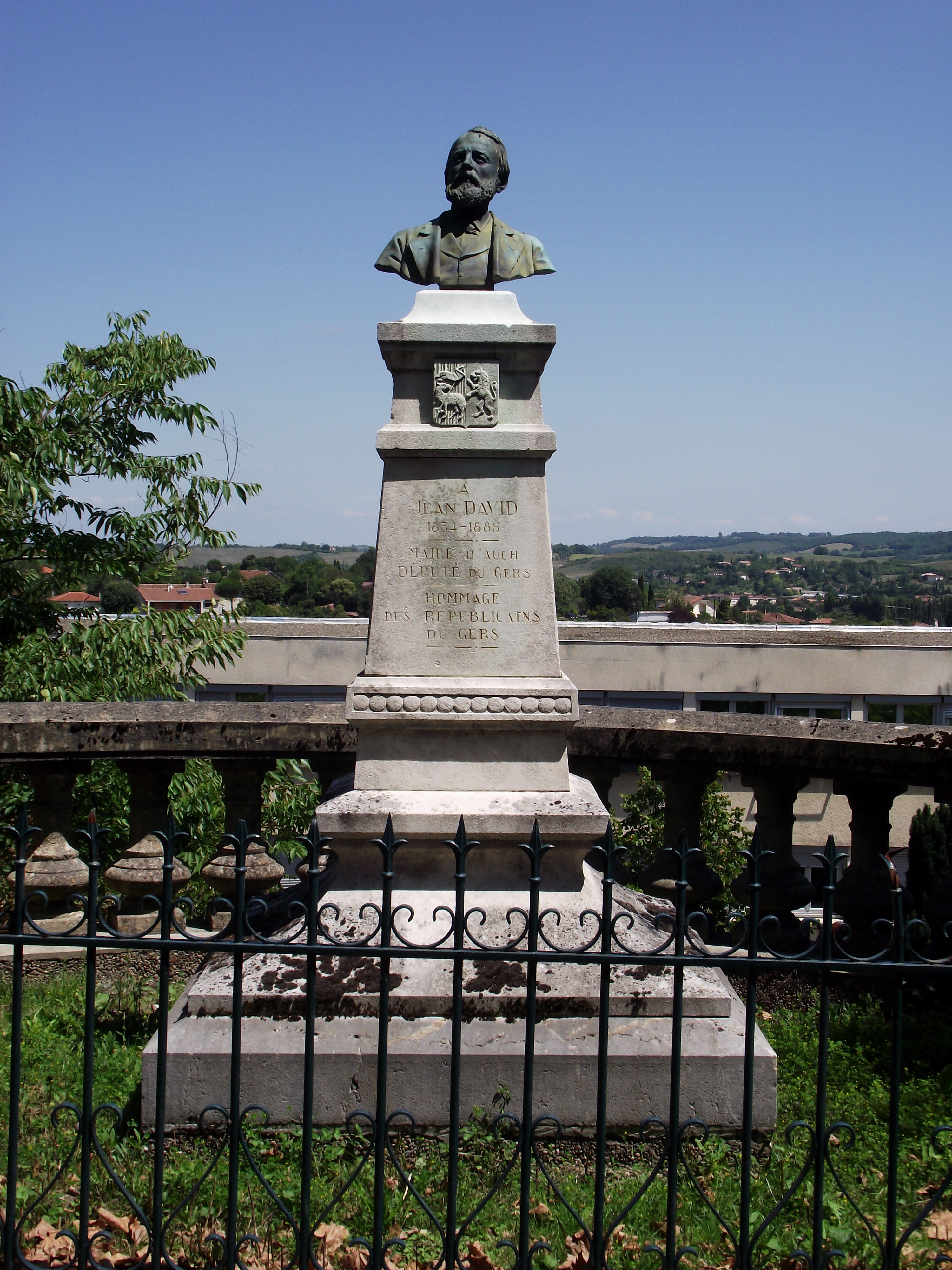
Buste de Jean David.
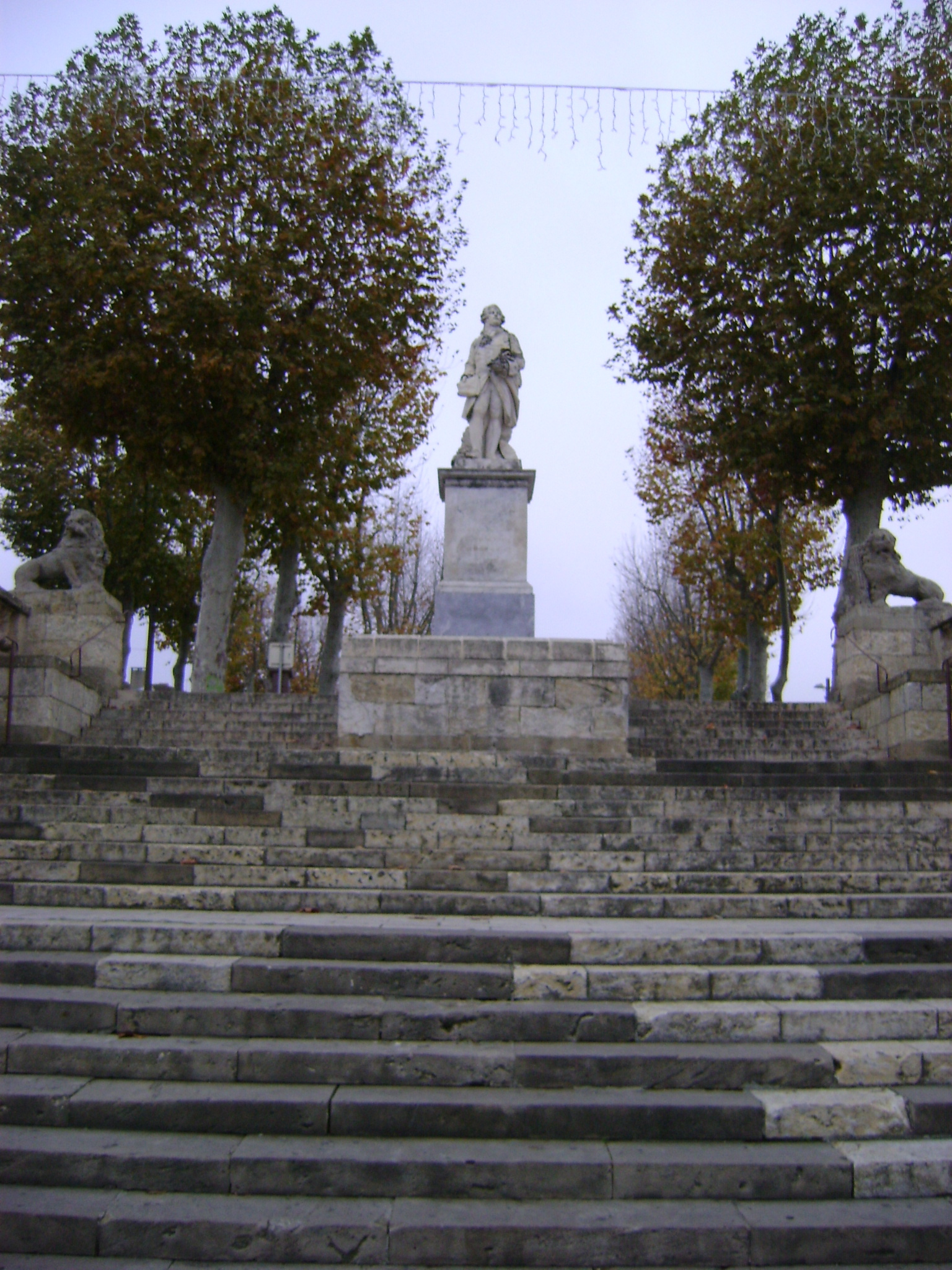
Allées d'Étigny.
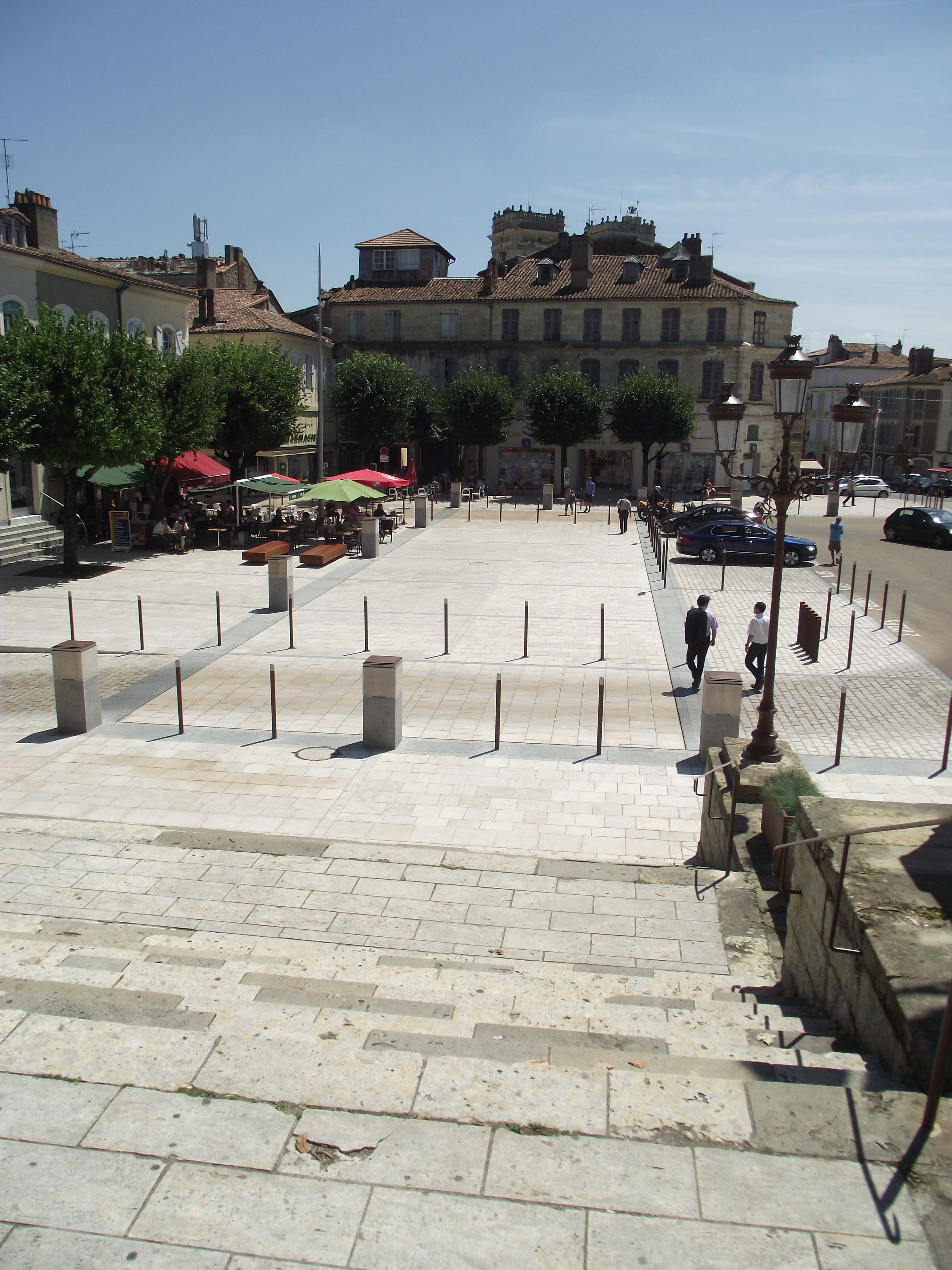
Place de la Libération vue des allées d'Étigny.